# Neoseiulus sporobolus
Neoseiulus sporobolus är en spindeldjursart som beskrevs av James P. Tuttle och Muma 1973. Neoseiulus sporobolus ingår i släktet Neoseiulus och familjen Phytoseiidae. Inga underarter finns listade i Catalogue of Life.